# Syrrhopodon strigosus
Syrrhopodon strigosus là một loài rêu trong họ Calymperaceae. Loài này được Brid. Mitt. mô tả khoa học đầu tiên năm 1869.